# Chamyris obscura
Chamyris obscura är en fjärilsart som beskrevs av Dyar 1923. Chamyris obscura ingår i släktet Chamyris och familjen nattflyn. Inga underarter finns listade i Catalogue of Life.